# Plenița
Plenița là một xã thuộc hạt Dolj, România. Dân số thời điểm năm 2002 là 5322 người.